# Cheumatopsyche capitella
Cheumatopsyche capitella là một loài Trichoptera trong họ Hydropsychidae. Chúng phân bố ở miền Cổ bắc.